# 마젤란 흐름
마젤란 흐름에 대해 설명한다.

## 개요
성단의 계층적인 흐름으로 보면, 은하는 오랜 시간 동안 작은 은하들의 충돌에 의해 생겨났다. 이런 충돌들은 지금까지도 은하수에서 계속되고 있고, 작은 은하들은 잡아먹히고 있다. 가장 잘 알려진 이런 은하들은 병합이 마젤란 흐름이다. 마젤란 흐름은 마젤란 은하 사이 중성가스구름으로써 1972년 워너와 워릭슨에 의해 밝혀졌다. 그리고 마젤란 성운사이의 관계는 메튜슨의 의해 1972년에 밝혀졌다. 1965년에는 이례적인 속도의 가스 구름이 이 지역에서 알려졌지만 그 가스는 아직까지 지도에는 없던 것이었고 MCs와의 연관성은 아직 없었다. 그 가스는 아주 오랫동안 보였으며 대략 55kpc의 아주 먼 거리에 있다. 속도 범위는 -400 km/s부터 400 km/s 로 매우 넓으며 다른 은하의 속도 패턴을 따르지 않고 있다.

## 관측
마젤란 성운의 접근 덕분에, 각 별과 그들의 시차를 풀 수 가 있었다. 관측은 6차원 상의 우주 정보를 주었으며 그것은 그들의 지난 궤도 관측의 계산을 가능하게 했다. 각가 별의 관측은 별 형성의 역사를 알려준다.

## 모델들
모델들은 1980년 이래로 마젤란 흐름의 형성을 위해 조사되어왔다. 최초로, 컴퓨터에 의해 모델들은 매우 간단하게 중력에 영향을 받지 않고 몇 개의 입자란 것이 알려졌다. 대부분 모델들은 마젤란 구름에 의한 모양이 예측이 되지만(그들은 지구처럼 중력의 영향을 받는 모델들로 이런 모델들은 각각 반대의 두가지 방향으로 예측된다.) 몇몇 모델들에 의해서는 관측되지 않는다.

## 같이 보기
- 성간운